# Шевченко Олексій Григорович
Олексій Григорович Шевченко (29 березня 1959, с. Шпилівка, Сумський район)  — громадський і політичний діяч у м. Суми. Голова Сумського обласного Товариства Просвіта ім. Т. Г. Шевченка. 

## Біографія

### Підприємницька діяльність
З 1997 директор підприємства «Січ». 

### Просвітянин
З вересня 1998 року по грудень 2001 року член обласного правління товариства «Просвіта»[джерело?].
2000–2001  — голова Сумської міської «Просвіти».
2005  — обласною Радою товариства «Просвіта» поновлений у обласному правлінні та на посаді голови Сумської міської «Просвіти». 12 квітня 2005  — обраний головою Сумського обласного товариства «Просвіта»[джерело?].